# Tåsjö distrikt
Tåsjö distrikt är ett distrikt i Strömsunds kommun och Jämtlands län. Distriktet ligger omkring Hoting i nordvästra Ångermanland och är landskapets nordligaste såväl som västligaste. Mindre delar av distriktet ligger i Jämtland respektive Lappland.
Ångermanlands högsta punkt, Tåsjöberget (635 meter över havet), ligger i distriktet.

## Tidigare administrativ tillhörighet
Distriktet inrättades 2016 och utgörs av socknen Tåsjö i Strömsunds kommun.
Området motsvarar den omfattning Tåsjö församling hade 1999/2000.

## Tätorter och småorter
I Tåsjö distrikt finns en tätort och två småorter.

### Tätorter
- Hoting

### Småorter
- Kyrktåsjö
- Norråker

## Bilder

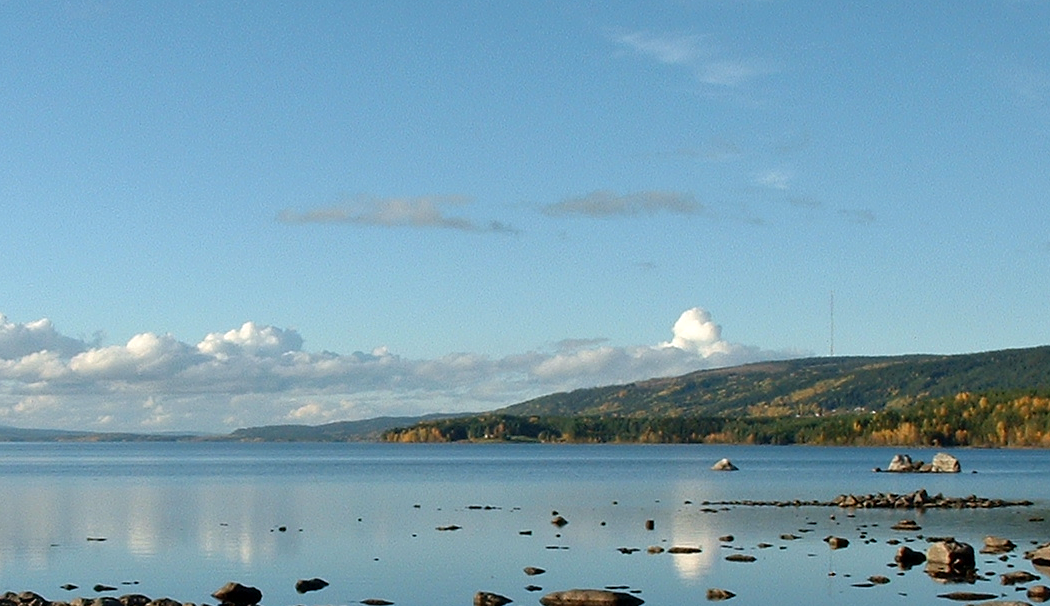
Tåsjöberget med Tåsjömasten.